# Козырёк

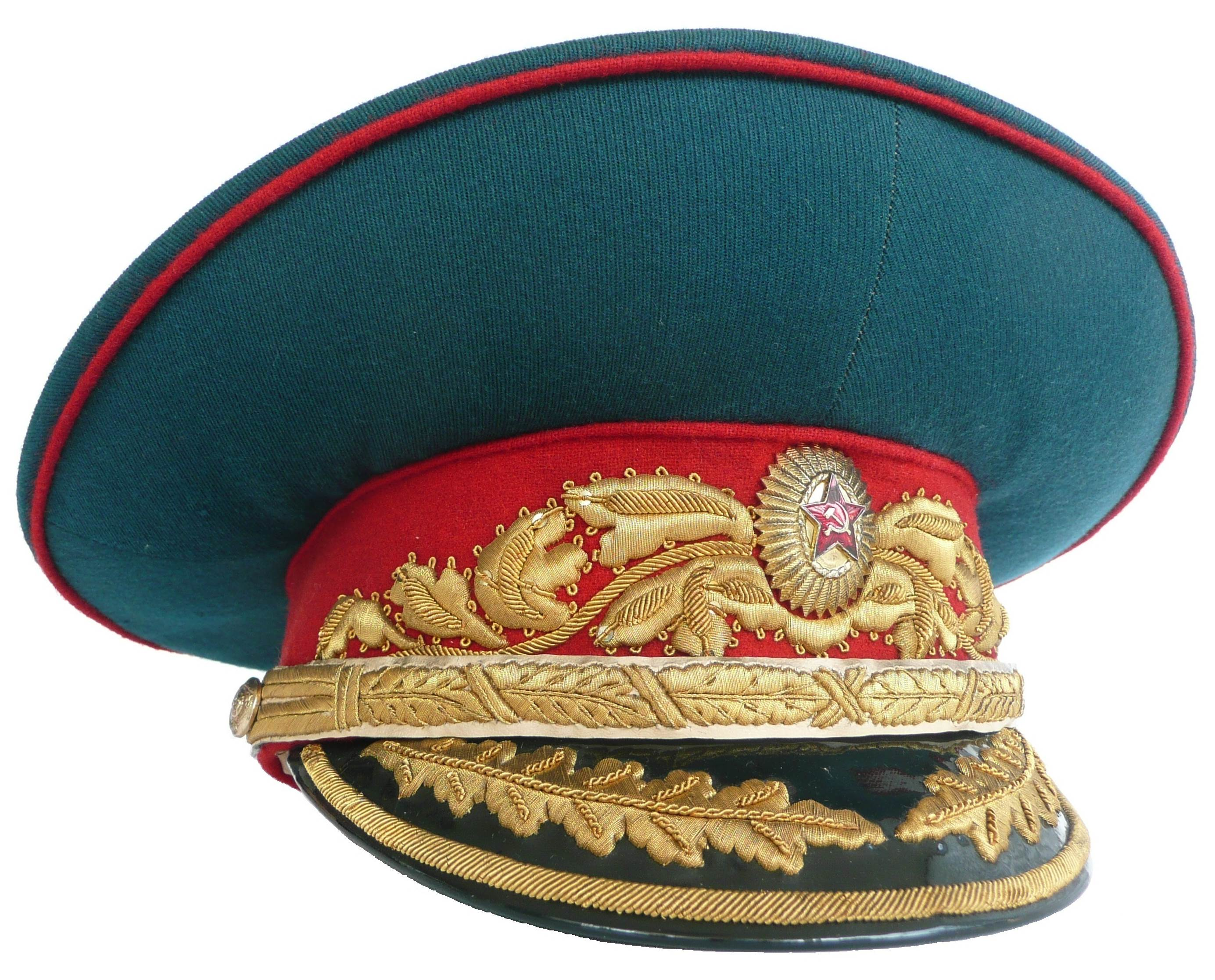
Парадная фуражка маршала Вооружённых Сил Союза ССР.

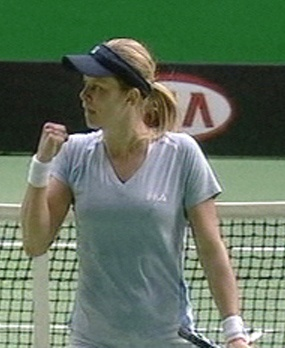
кепка-козырёк популярна у теннисистов

Козырёк, Ко́зырь Ко́ндырь — щиток в форме полумесяца, срезанного полукруга и так далее, для защиты глаз от яркого света, ветра и осадков надеваемый отдельно, или (гораздо чаще) являющийся частью головного убора (фуражки, кепки, картуза и так далее), часть головного убора, часть защитного головного убора (шлема, каски).
Представляет собой щиток, закрепляемый горизонтально или с наклоном вниз над лицом.

## На головных уборах
Козырёк предназначен для защиты глаз от солнечного света, ветра и осадков. Имеет, в большинстве, картонную, кожаную или пластиковую основу. Козырьки чаще всего имеют форму полумесяца, вогнутой стороной закрепляясь к головному убору; бывают как плоские, так и изогнутые.
На шлемах и (касках) также иногда делают козырьки, выполняющие те же функции, что и на обычных головных уборах, и дополнительные. Например, козырёк шахтёрской каски защищает от крошек, падающих сверху, которые могут попасть в глаза; военной — даёт небольшую защиту от осколков.

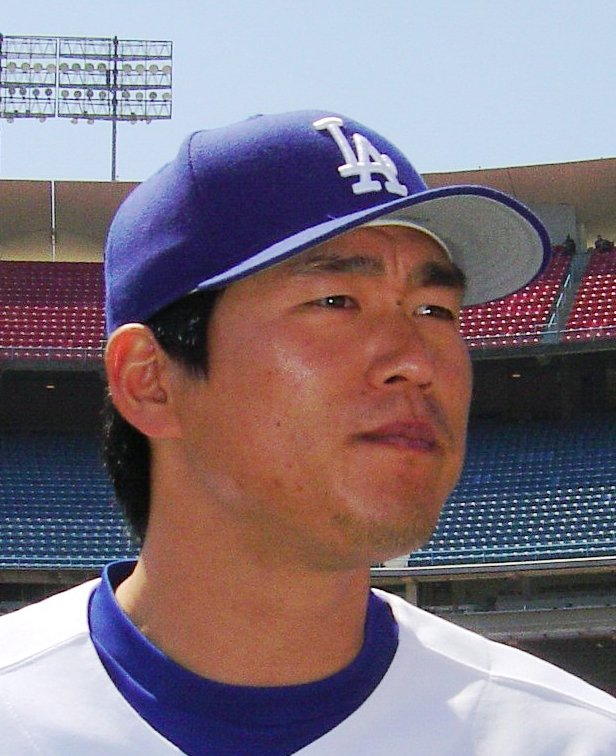
Кореец в кепке
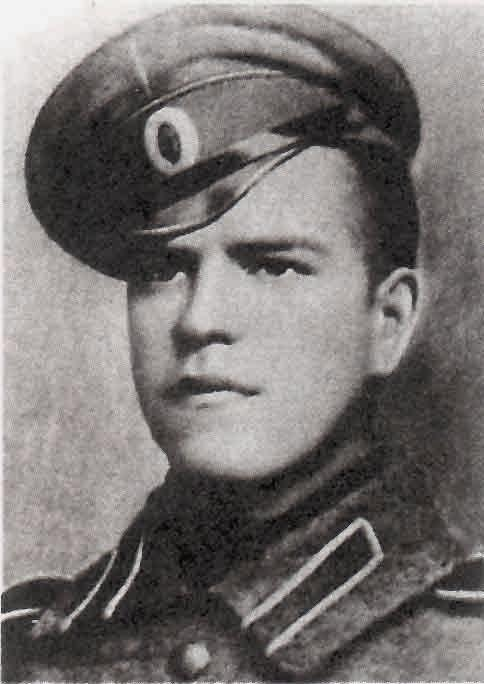
Г. К. Жуков в фуражке

## На шлемах

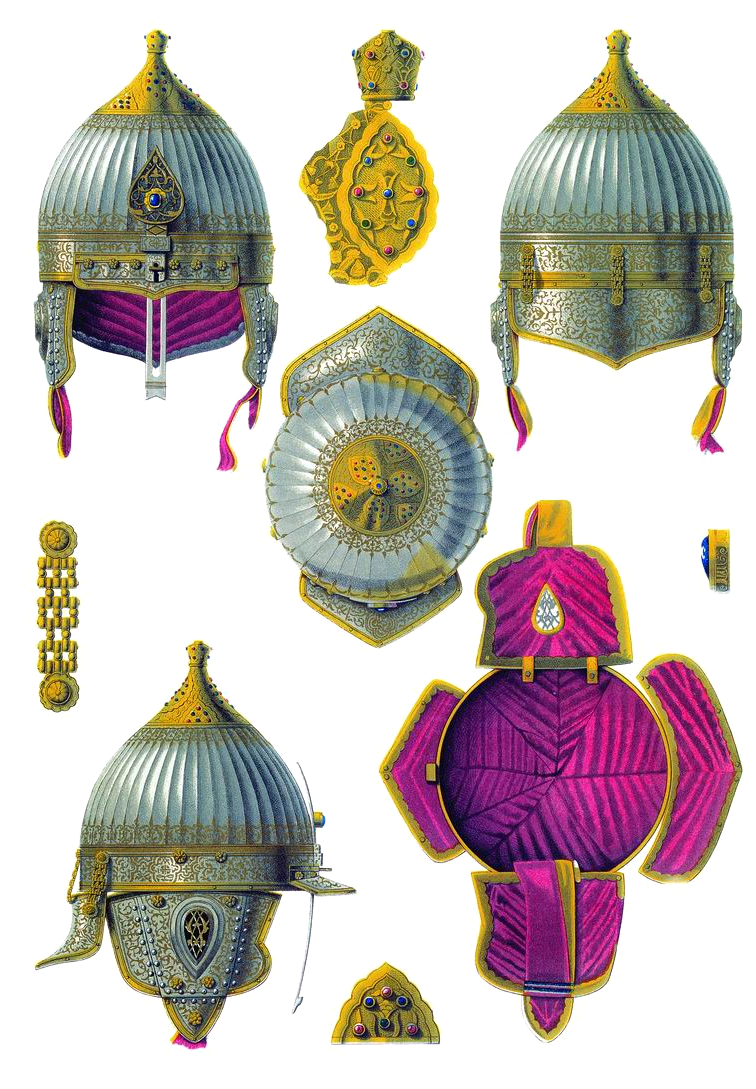
Ерихонка Алексея Михайловича с полочным козырьком
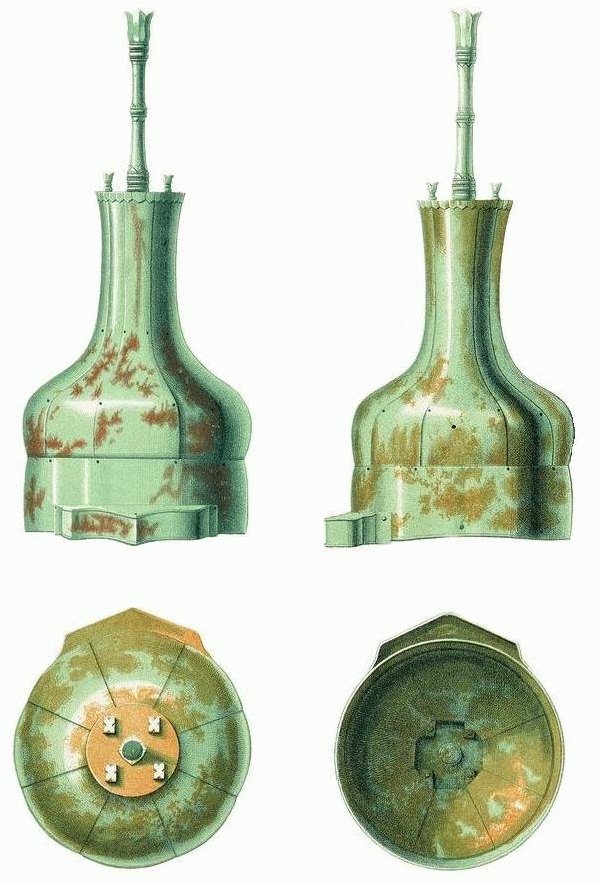
Монгольский сфероцилиндрический шлем с коробчатым козырьком

Некоторые шлемы снабжались козырьком, имевшим защитные функции. Он защищал лицо от режущего удара, который мог быть нанесён соскользнувшим с тульи оружием, и усложнял противнику попадание в лицо. К тому же козырьки шлемов играли и те функции, что и на головных уборах. Козырьками снабжались шлемы во многих государствах от Португалии до Японии. Их можно разделить по способу изготовления:
- Полочный козырёк. Устроен из одного металлического листа, край которого загнут и присоединён спереди к венцу. Форма другого края могла быть весьма разнообразной — скруглённой, заострённой, угловой. Это был наиболее распространённый вариант. Чаще козырёк крепился приклёпкой, но на востоке иногда подвешивался, а на западе — крепился шарнирно и был откидным.
- Коробчатый козырёк. Состоял из трёх пластин. Одна из них — узкая полоса, изгибавшаяся и крепившаяся вертикально, составляла переднюю часть козырька. Сверху и снизу к ней крепились пластины, образовывая, таким образом, «коробку» — полый козырёк. Он давал лучшую защиту, встречался редко. Распространение имел, например, на монгольских и других восточных шлемах.

В Европе козырьком снабжались шлемы бургиньот и капелина.